# 二人のアフリカ人男性 (レンブラントの絵画)
『二人のアフリカ人男性』（ふたりのアフリカじんだんせい、蘭: Twee Afrikaanse mannen、英: Two African Men）は、オランダ絵画黄金時代の巨匠レンブラント・ファン・レインが1661年にキャンバス上に油彩で制作した絵画である。
画面上部右側に「Rembrandt / f. 1661」という画家の署名と制作年が記されている。1946年にアブラハム・ブレディウス (Abraham Bredius) から遺贈されて以来、デン・ハーグのマウリッツハイス美術館に所蔵されている。

## 背景
古文書によれば、レンブラントが居住していたアムステルダムの人口構成は、16世紀後半から17世紀を通して非常に多様で国際的なものであった。レンブラントの住居があったヨーデンブレー通り (Jodenbreestraat) 沿いには、1620-1670年の時期に小さな非奴隷の黒人社会が存在していた。このことは、ほとんど美術史の研究者には取り上げられないが、もっと注目されてしかるべきである。

## 作品
ルネサンス以来、黒人はヨーロッパの画家によってしばしば描かれた。たとえば、よく取り上げられた東方三博士 (マギ) の1人は黒人である。そうした絵画に登場する黒人は一般に自然主義的な正確さをもって、しかし同時に一種の冷淡さをもって扱われ、彼らの個人的な特徴は十分に捉えられていなかった。また、17世紀のオランダ絵画では、アフリカ人たちはたいてい下級の人物として描かれた。たとえば、聖書の物語に登場する奴隷の人物としてである。
レンブラントはアフリカ人 (おそらく隣人) を何度か描いたが、人間的感情と理解をもって彼らを表現した。アフリカ人を主役とした本作は、アフリカ人を描いた彼の作品中で最も重要なものと考えられている。一方、強調されるべきなのは、この作品は通常の肖像画ではなく、トローニーであるということである。トローニーとは16-17世紀のオランダとフランドルの絵画でのみ発展したジャンルで、半身像の人物の顔貌で「典型的な」人間の性格を表す習作であった。しかし、本作はトローニーとしては典型的なものではなく、モデルの人物たちは個性の痕跡を示している。
レンブラントは彼らを打ち解けた姿で捉えており、2人の間の親密さを明らかにしている。彼らは兄弟か親戚であったのかもしれない。レンブラントは、楽器、ターバン、弓、イヤリングといった伝統的な東洋風のアトリビュート (人物を特定する事物) なしで彼らを描いた。しかしながら、正面向きの人物像は、明らかに古代ローマの胸像彫刻の様式で表現されている。

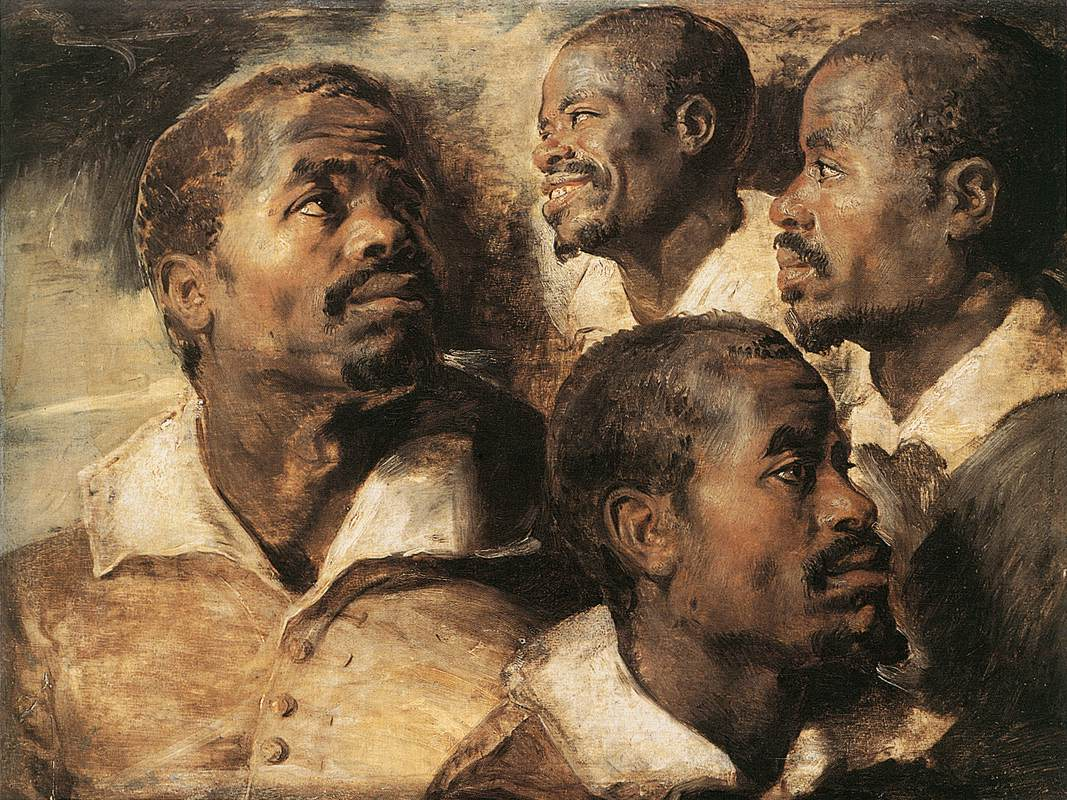
ピーテル・パウル・ルーベンス『黒人の4つの頭部習作』 (17世紀前半)、ベルギー王立美術館、ブリュッセル

1615年にフランドルの巨匠ピーテル・パウル・ルーベンスは1人の男性を表す『黒人の4つの頭部習作』 (ベルギー王立美術館、ブリュッセル) を描いているが、本作の2人の男性も以前は1人の男性の頭部習作であると考えられていた。右側の男性は生き生きとした顔で、まっすぐに立ち、左側の男性に話しかけるように上を向いている。左側の男性は前かがみで、右側の男性の腕に顎を載せている。彼は瞑想した状態で物思いにふけっているようで、右側の男性のいうことを聞いてすらいない。レンブラントは、ルネサンス期の哲学と芸術で取り上げられた活動的な人生 (vita activa) と瞑想的な人生 (vita conemplative) という2つの価値体系の間のコントラストを提示した可能性がある。しかし、この伝統に則っていない人物習作の目的ははっきりとしていない。
2人の人物が誰であったかを示す絵画の記録や支払い書が残っていないため、彼らの素性を明らかにするのは不可能である。16-17世紀にネーデルラントで描かれた黒人の素性は、たいていわからない。ネーデルラント絵画において黒人の個人肖像画は存在しなかったわけではないものの、非常にまれであったのである。
色彩の点で本作は背景がしずんだオリーブ色で描かれているために、黒い顔を表す暗色の絵具が生き生きと強調されている。同時代のレンブラントのほかの作品は通常、より豊富で、より純粋な幅広い色彩の使用を特徴としている。